# Arrondissement de Vire
L'arrondissement de Vire est une division administrative française, située dans le département du Calvados et la région Normandie.

## Composition

### Découpage antérieur à 2015
Jusqu'au 31 décembre 2016, l'arrondissement était composé des communes des anciens cantons suivants :
- canton d'Aunay-sur-Odon ;
- canton de Condé-sur-Noireau ;
- canton du Bény-Bocage ;
- canton de Saint-Sever-Calvados ;
- canton de Vassy ;
- canton de Vire.

### Découpage communal depuis 2015
Depuis 2015, le nombre de communes des arrondissements varie chaque année soit du fait du redécoupage cantonal de 2014 qui a conduit à l'ajustement de périmètres de certains arrondissements, soit à la suite de la création de communes nouvelles. Le nombre de communes de l'arrondissement de Vire est ainsi de 88 en 2015, 43 en 2016, 45 en 2017 et 44 en 2019.
Au 1er janvier 2024, l'arrondissement groupe les 44 communes suivantes :
1. Amayé-sur-Seulles
2. Aurseulles
3. Beaumesnil
4. Bonnemaison
5. Brémoy
6. Cahagnes
7. Campagnolles
8. Caumont-sur-Aure
9. Condé-en-Normandie
10. Courvaudon
11. Dialan sur Chaîne
12. Épinay-sur-Odon
13. Landelles-et-Coupigny
14. Landes-sur-Ajon
15. Les Loges
16. Longvillers
17. Maisoncelles-Pelvey
18. Maisoncelles-sur-Ajon
19. Malherbe-sur-Ajon
20. Le Mesnil-au-Grain
21. Le Mesnil-Robert
22. Les Monts d'Aunay
23. Monts-en-Bessin
24. Noues de Sienne
25. Parfouru-sur-Odon
26. Périgny
27. Pont-Bellanger
28. Pontécoulant
29. Saint-Aubin-des-Bois
30. Saint-Denis-de-Méré
31. Saint-Louet-sur-Seulles
32. Sainte-Marie-Outre-l'Eau
33. Saint-Pierre-du-Fresne
34. Seulline
35. Souleuvre en Bocage
36. Terres de Druance
37. Tracy-Bocage
38. Valdallière
39. Val d'Arry
40. Val de Drôme
41. Villers-Bocage
42. La Villette
43. Villy-Bocage
44. Vire Normandie

## Histoire
Le 1er janvier 2017, à la suite de la réforme des collectivités territoriales, les périmètres des arrondissements du Calvados sont modifiés par arrêté du 13 décembre 2016. L'arrondissement de Vire conserve l'intégralité de ses communes. Au nord lui sont attribuées les communes ajoutées au canton d'Aunay-sur-Odon en 2015 à l'exception de Lingèvres et Hottot-les-Bagues. À l'ouest, s'ajoutent les communes de Saint-Denis-de-Méré et La Villette (Calvados).
Les limites départementales, d'arrondissements et cantonales sont également modifiées par le décret du 26 décembre 2017 :  le territoire communal de Pont-Farcy est rattaché au département de la Manche le 1er janvier 2018 en vue de l'extension de la commune nouvelle de Tessy-Bocage.

## Administration
| Période          | Période      | Identité                  | Fonction précédente                                                                             | Observation                                         |
| ---------------- | ------------ | ------------------------- | ----------------------------------------------------------------------------------------------- | --------------------------------------------------- |
| 13 novembre 2019 | 26 mai 2020  | Catherine Liotet (d)      | première conseillère du corps des tribunaux administratifs et des cours administratives d'appel | Réintégration dans son corps d'origine              |
| 26 mai 2020      | 22 juin 2022 | Pierre-Emmanuel Simon (d) | premier conseiller du corps des tribunaux administratifs et des cours administratives d'appel   | Nommé magistrat au tribunal administratif de Nantes |
| 4 juillet 2022   | 5 juin 2025  | Stéphanie Lefort (d)      | Sous-préfète de Pamiers                                                                         |                                                     |
| 3 juillet 2025   | En cours     | Martin Lafon              | Directeur de cabinet au CHU de Reims                                                            |                                                     |

## Démographie
En 2022, l'arrondissement comptait 71 171 habitants.
| 1968   | 1975   | 1982   | 1990   | 1999   | 2006   | 2011   | 2016   | 2021   |
| ------ | ------ | ------ | ------ | ------ | ------ | ------ | ------ | ------ |
| 56 328 | 55 372 | 55 532 | 53 948 | 54 886 | 56 083 | 57 448 | 72 565 | 71 033 |

| 2022   | - | - | - | - | - | - | - | - |
| ------ | - | - | - | - | - | - | - | - |
| 71 171 | - | - | - | - | - | - | - | - |